# Liste des sites mégalithiques de la Sicile
Cette liste non exhaustive recense les principaux sites mégalithiques en Sicile.

## Cartographie
Localisation des principaux sites mégalithiques de Sicile
| : Complexes mégalithiques · : Alignements, Henges · : Dolmens, Menhirs, Tumulus, Cairns · : Constructions et Murs cyclopéens |

## Liste
| Nom                 | Subdivision   | Commune       | Type   | Notes                             | Coords.                      | Illus. |
| ------------------- | ------------- | ------------- | ------ | --------------------------------- | ---------------------------- | ------ |
| Dolmen de Sciacca   | Agrigente     | Sciacca       | Dolmen |                                   | 37° 30′ 12″ N, 13° 08′ 52″ E |        |
| Ciste de Butera     | Caltanissetta | Caltanissetta | Dolmen | Ciste dolménique                  | 37° 11′ 37″ N, 14° 10′ 54″ E |        |
| Monte Bubbonia (it) | Caltanissetta | Caltanissetta | Dolmen |                                   | 37° 15′ 03″ N, 14° 20′ 17″ E |        |
| Mura Pregne         | Palerme       | Sciara        | Dolmen |                                   | 37° 57′ 03″ N, 13° 45′ 59″ E |        |
| Cava dei Servi (it) | Raguse        | Raguse        | Dolmen |                                   | 36° 56′ 40″ N, 14° 50′ 22″ E |        |
| Dolmen d'Avola      | Syracuse      | Avola         | Dolmen | Pseudo-dolmen d'origine naturelle | 36° 55′ 23″ N, 15° 09′ 29″ E |        |
| Cava Lazzaro (it)   | Syracuse      | Rosolini      | Dolmen |                                   | 36° 50′ 15″ N, 14° 54′ 12″ E |        |